# Bruno Praxedes
Bruno Praxedes (* 8. Februar 2002 in Itaboraí), mit vollständigem Namen Bruno Conceição Praxedes, ist ein brasilianischer Fußballspieler.

## Karriere
Bruno Praxedes erlernte das Fußballspielen in der Jugendmannschaften von Fluminense Rio de Janeiro und Internacional Porto Alegre. Bei Internacional unterschrieb er am 1. Januar 2020 auch seinen ersten Profivertrag. Der Verein aus Porto Alegre spielte in der ersten brasilianischen Liga, der Série A. Sein Debüt in der Série A gab er am 9. August 2020 (1. Spieltag) im Auswärtsspiel gegen den Coritiba FC. Hier stand er in der Startelf und wurde in der 68. Minute gegen Thiago Galhardo ausgewechselt. Internacional gewann das Spiel mit 1:0.